# محمد بن يوسف الفريابي
أبو عبد الله محمد بن يوسف بن واقد بن عثمان الضبي الفريابي، (120 هـ - 212 هـ)  أحد كبار رواة الحديث عند أهل السنة والجماعة. صحب سفيان الثوري مدة بالكوفة، وكتب أحمد بن حنبل الحديث عنه بمكة، وهو من أكبر شيوخ البخاري. سكن قيسارية من ساحل فلسطين وتوفي بها.

## أقوال العلماء فيه
- قال الذهبي: «الإمام، الحافظ، شيخ الإسلام.»[3]
- وقال الداودي: «الثقة الحافظ العابد شيخ الشام.» [5]
- وقال العجلي: «الفريابي ثقة».
- وقال البخاري فيما حكاه عنه الدولابي:« كان من أفضل أهل زمانه.» [3]
- وقال النسائي: «ثقة.» [3]
- وقال أبو حاتم الرازي:« ثقة، صدوق.» [3]
- وسُئل الدارقطني عنه، فوثقه وقدمه لفضله ونسكه على قبيصة.[3]
- وقال ابن زنجوية: «ما رأيت أورع من الفريابي.» [6]

## شيوخه وتلاميذه
- شيوخه ومن روى عنهم:

يونس بن أبي إسحاق، وفطر بن خليفة، ومالك بن مغول، وعمر بن ذر، والأوزاعي، والثوري - فأكثر عنه - ووجرير بن حازم، وعيسى بن عبد الرحمن البجلي، وصبيح بن محرز المقرائي ، وأبان بن عبد الله البجلي، وإبراهيم بن أبي عبلة، وعبد الحميد بن بهرام، وفضيل بن مرزوق، وورقاء، ونافع بن عمر، وخلق سواهم.
- تلاميذه ومن روى عنه:

البخاري، وأحمد بن حنبل، ومحمد بن يحيى، وإسحاق الكوسج، وسلمة بن شبيب، وأبو بكر بن زنجوية، ومحمد بن سهل بن عسكر، وأبو محمد الدارمي، ومحمد بن عبد الله بن البرقي، ومؤمل بن يهاب، وحميد بن زنجوية، وأحمد بن عبد الله العجلي، وعباس الترقفي، وعبد الله بن محمد بن أبي مريم، وعبد الله -ولده- وعبد الوارث بن الحسن بن عمرو بن الترجمان البيساني، وعمرو بن ثور الجذامي، ومحمد بن مسلم بن وارة، وأمم سواهم.

## مؤلفاته
له كتاب في تفسير القرآن الكريم ذكره الثعلبي ومنتقاه: لجلال الدين السيوطي. ومسند في الحديث ولم يرتبه على مسانيد الصحابة كما هي عادة المسانيد.